# Vicente Fábrega y Arroche
Vicente Fábrega y Arroche (n. Castellón de la Plana, España, alrededor de 1780 - Cartago, Costa Rica, 27 de diciembre de 1855) fue un comerciante y político costarricense de origen español, firmante del Acta de Independencia de Costa Rica.

## Datos familiares y actividades privadas
Fue hijo de don Vicente Fábrega y doña Antonia Tomasa Arroche, vecinos de la villa de Castellón de la Plana, Valencia.
Se estableció en Costa Rica a principios del decenio de 1810. Fue un empresario y comerciante de prominente posición, dueño de importantes haciendas y con vínculos comerciales en otras provincias y después también en la colonia británica de Jamaica. También tuvo importantes intereses en el cultivo y la comercialización del café y como rematario de contratos de provisión de licores. 
En las milicias de Costa Rica alcanzó el grado de coronel. 
Casó en Cartago, Costa Rica, el 25 de junio de 1814, con Irene Zamora y Coronado, viuda del genovés don Carlos Volio y Ridolfi, hermana del jurisconsulto José María Zamora y Coronado. Hijos de este matrimonio fueron  
1) Paulino Vicente (bautizado en Cartago el 22 de junio de 1814), fallecido en la infancia;  
2) Félix Vicente, soltero (bautizado en Cartago el 29 de julio de 1815 y sepultado en Cartago el 30 de diciembre de 1849), soltero;  
3) Pedro José de Dolores (bautizado en Cartago el 20 de octubre de 1819 y sepultado en Cartago el 15 de diciembre de 1882). Fue alcalde constitucional suplente de Matina de 1867 a 1870. Casó en Cartago el 12 de agosto de 1880 con doña Luisa Cabezas y Alvarado, originaria de Nicaragua, con la que tuvo a Félix Fabrega Cabezas. Tuvo con Josefa Aguilar Cubero a a Irene (fallecida en 1914) y María de los Ángeles Fábrega y Aguilar (nacida en 1851 y fallecida en 1924, soltera). 
4) Sabina de los Dolores (bautizada en Cartago el 30 de diciembre de 1821) Fábrega y Zamora, fallecida en la infancia. 

## Actuaciones políticas
En 1818 fue designado como regidor del Ayuntamiento de la ciudad de Cartago por el gobernador don Juan de Dios de Ayala. 
El 13 de mayo de 1821 fue elegido como regidor del Ayuntamiento de Cartago. En esa condición le correspondió suscribir el 29 de octubre de 1821 el Acta de Independencia de Costa Rica. 
Fue elegido como miembro de la Junta Gubernativa interina que presidió el presbítero Pedro José de Alvarado y Baeza que gobernó del 1° de diciembre de 1821 al 6 de enero de 1822.
Fue partidario de la anexión de Costa Rica al Imperio Mexicano de don Agustín I.
Fue regidor de Cartago nuevamente en 1824 y el 5 de enero de 1825 fue elegido como alcalde segundo de Cartago. En 1833 fue presidente de la Municipalidad de Cartago y alcalde tercero de la ciudad. Posteriormente estableció su residencia en San José y el 15 de diciembre de 1839 fue elegido como regidor de esa ciudad para el año 1840, pero declinó el cargo por tener más de sesenta años de edad y muchos negocios que atender. 
En 1846 fue elegido como miembro de la Asamblea Constituyente convocada por el gobierno de don José María Alfaro Zamora, pero su elección fue declarada nula por no ser costarricense ni americano naturalizado, según los requisitos establecidos en el decreto de convocatoria.